# Judas (bài hát)
"Judas" là đĩa đơn chính thức thứ hai trích từ album phòng thu thứ hai mang tên Born This Way của nữ ca sĩ - nhạc sĩ người Mỹ Lady Gaga. Cũng giống như ca khúc "Born This Way", Gaga quyết định phát hành bài hát trên toàn thế giới sớm hơn bốn ngày (15 tháng 4) thay vì 19 tháng 4 như đã dự định vì trước đó Judas đã bị rò rỉ trên các trang mạng trực tuyến, buộc lòng Gaga phải tung đĩa đơn lên iTunes ngay lập tức. Được sáng tác, đồng sản xuất bởi Gaga và RedOne, bài hát nói về một cô gái đã yêu say đắm một chàng trai nhưng trớ trêu thay người ấy lại phản bội cô đồng thời thể hiện những điều đã ám ảnh cô trong quá khứ, qua đó đại diện cho một thứ gì đó xấu xa vẫn còn vương vấn trong tâm hồn cô gái - điều mà cô không thể thoát ra được. Gaga giải thích rằng đó cũng chính là "tôn vinh phần tăm tối trong con người bạn để đưa chúng ta đến với ánh sáng... Bạn phải nhìn trực diện vào những gì đang ám ảnh bạn và cần phải học tập cách tha thứ cho chính mình thì mới có thể tiến lên phía trước".
"Judas" có những nét tương đồng với những đĩa đơn trước đây của Gaga như "Poker Face", "LoveGame", "Bad Romance", và "Alejandro", chứa ba đoạn hook riêng biệt và phần giang tấu chịu ảnh hưởng bởi thể loại nhạc house, mang đậm nét tribal-techno (một thể loại thuộc heavy metal) và dubstep (loại dance điện tử sử dụng bass nặng). Câu chuyện nói về một cuộc đối thoại thất bại về việc cô ấy không còn khả năng chuộc lại lỗi lầm của mình, dưới cái nhìn truyền thống mà người phụ nữ phải có. Bìa ảnh nghệ thuật của đĩa đơn được Gaga tự thiết kế bằng phần mềm soạn thảo văn bản Microsoft Word, nổi bật trên nền nâu đen là từ "Judas" được viết bằng chữ in hoa màu đỏ với phông chữ Impact, nếu nhìn kỹ ta sẽ thấy bàn tay của Lady Gaga cầm cây thánh giá và ở tâm có trang trí thêm hình trái tim. Ca khúc được phát hành thông qua trang web truyền hình của cô ấy - Tranmission Gagavision. Các nhà phê bình đã chỉ ra những điểm tương đồng của "Judas" và "Bad Romance", nhưng đồng thời cũng đánh giá cao công đoạn sản xuất âm nhạc, khen ngợi cho năng lượng và sự giảm bớt các âm thanh điện tử.
Một video âm nhạc cho bài hát này được quay vào tháng 4 năm 2011, do Gaga và Laurieann Gibson đồng đạo diễn và có sự tham gia của Norman Reedus. Video có cốt truyện liên quan đến Kinh thánh, trong đó Reedus vào vai Giuđa Ítcariốt và Gaga vào vai Maria Madalena. Video miêu tả họ như những nhà truyền giáo thời hiện đại đến Jerusalem. Video bao gồm câu chuyện Kinh thánh về Giuđa phản bội Chúa Giê-su, và kết thúc bằng cảnh Gaga vào vai Magdalene bị ném đá đến chết. Trước khi phát hành, Liên đoàn Công giáo đã lên án Gaga vì sử dụng hình ảnh tôn giáo và vai trò của cô trong video. Tuy nhiên, video này nhìn chung được các nhà phê bình khen ngợi và được đề cử hai giải thưởng tại Giải Video âm nhạc của MTV năm 2011.

## Bối cảnh ra đời
Fernando Garibay cho biết thêm thông tin về đĩa đơn thứ hai "Judas"
"Judas" được tiết lộ là tên đĩa đơn chính thức thứ hai của Lady Gaga trong một cuộc phỏng vấn với tạp chí Vogue. Cô đã khẳng định điều đó trên chương trình phát thanh của Ryan Seacrest vào ngày 14 tháng 2 năm 2011 và đồng thời RedOne cũng được tiết lộ là người đồng sản xuất nên ca khúc. Vào lễ trao giải Grammy lần thứ 53, anh đã nói với MTV News rằng nếu đĩa đơn trước đó là Born This Way, ca khúc "sẽ bùng nổ, thì sau đó bạn cần phải chờ đến đĩa đơn tiếp theo... Tôi sẽ không nói cho các bạn biết tên bài hát đâu, nhưng đĩa đơn tiếp theo, nó... Tôi không muốn nói đâu. Nó thật sự rất sốc... Bạn sẽ ngạc nhiên và điên lên mất thôi." Fernando Garibay - một trong những nhà sản xuất của Born This Way cảm thấy rằng ca khúc đôi khi đã không được lựa chọn đúng. "Nhưng các bạn không thể phủ nhận rằng đôi khi sự lựa chọn không phải do chính các bạn quyết định", anh thêm vào. Trên chương trình phát thanh mang tên Last Call with Carson Daly, Gaga giải thích với người dẫn chương trình Carson Daly rằng Judas "đề cập về việc luôn luôn yêu người đàn ông sai lầm đó nhiều hơn và hơn thế nữa. Judas là một bản nhạc rất tăm tối. Nó thật tuyệt." Với MSN Canada, Gaga tiết lộ thêm về nội dung của ca khúc:

"Judas sử dụng phép ẩn dụ làm nền tảng để so sánh giữa những thứ tha và sự phản bội, những thứ đã ám ảnh thực tại của bạn và tôi tin rằng những điều tối tăm trong cuộc sống cuối cùng cũng sẽ tỏa sáng và ngày càng mang đến luồng sinh khí mạnh mẽ hơn để giúp chúng ta tiến lên phía trước. Một lần có ai đó nói với tôi là, 'Nếu bạn không có bóng tối thì bạn sẽ không đứng được trong ánh sáng'. Vì thế ca khúc là nỗi niềm mong muốn gột sạch kể cả điều thiện lẫn cái ác, sự cảm thông và tha thứ cho nhau về những điều độc ác trong quá khứ để tiến tới những thứ tuyệt vời ở tương lai. Tôi thích tấn công vào phép ẩn dụ này mạnh mẽ hơn, sâu sắc hơn, tối tăm hơn và cả những người hâm mộ của tôi cũng thế. Cho nên bài hát thật sự là nguồn cạnh tranh và tấn công vào tính ẩn dụ, nhưng nó vẫn mang bản chất vốn có của mình.

Gaga giải thích rõ hơn về cảm hứng đằng sau ca khúc: "Đó chính là tiếng bước chân liên tục về phía ánh sáng trong cuộc đời tôi, luôn luôn giữ chặt nguồn năng lượng đó trong khi vẫn ngoảnh đầu lại nhìn về phía ma quỷ đằng sau... Tôi cất tiếng hát để cho mọi người thấy tôi là một con chiên ngoan đạo như thế nào, và mặc dù có nhiều thời điểm trong cuộc đời tôi thật ác nghiệt và những mối quan hệ của tôi có lẽ cũng tàn nhẫn không kém, dẫu vậy nhưng tôi vẫn yêu Judas. Tôi vẫn đi ngược về những điều ma xui quỷ khiến đó." Trong cuộc phỏng vấn với Google, Gaga nói thêm về ý nghĩa của ca khúc: "tôn vinh sự đen tối trong con người bạn để mang lại cho chính bản thân mình những nguồn sáng... Bạn phải nhìn vào những gì đang ám ảnh bạn và cần phải học tập cách tha thứ cho bản thân để tiếp tục tiến lên con đường chông gai phía trước. Và ca khúc cũng thật thú vị để nhảy." Gaga cũng giải thích trước đó với Popjustice rằng có rất nhiều điều đã ám ảnh cô trong quá khứ, về những sự lựa chọn, đàn ông, ma túy, nỗi sợ hãi khi trở về New York, đối đầu với mối tình cũ. Vì thế "Judas" đại diện cho một thứ gì đó thật xấu xa trong tâm hồn cô gái, chúng tạo rào cản để cô ấy không thể thoát ra được. Gaga nói: "Tôi tiếp tục qua lại giữa bóng tối và ánh sáng để nhận thức được tôi là ai."

## Sáng tác
Garibay cho rằng "Judas" có phần âm nhạc mang nét tương tự với nhiều đĩa đơn trước đây của Gaga đồng sản xuất với RedOne như là "Poker Face," "LoveGame," "Bad Romance," và "Alejandro." Theo Jocelyn Vena của MTV, "Judas" cho thấy được sở trường âm nhạc vốn có của Lady Gaga, nhưng thật ra cô ấy lại đang hướng đến một lĩnh vực âm nhạc hoàn toàn mới. Còn đối với Popjustice thì trong các đoạn hát Gaga lại chủ động chuyển đổi thành một nửa hát, nửa còn lại rap mang phong cách thổ ngữ Jamaica." Bài hát có ba đoạn hook và bắt đầu với câu: "Ohhh, I'm in love with Judas", đi kèm theo là nhịp synths dồn dập. Với những nhịp đập điện tử mạnh, Gaga hát "Judahhh/ Juda-a-ah/ Gaga". Cách luyến những từ này làm ta liên tưởng đến phần mở đầu trong ca khúc "Bad Romance". Giọng của Gaga một phần là nói, đồng thời mang ngữ điệu của người Caribbean. Đoạn nhạc đầu tiên có lời như sau: "When he comes to me I am ready/ I'll wash his feet with my hair if he needs/ Forgive him when his tongue lies through his brain/ Even after three times, he betrays me/ I'll bring him down, a king with no crown." Quãng trưởng vui tươi trong phần điệp khúc của bài hát có giai điệu chịu ảnh hưởng của nhạc pop vào những năm 1980, hơi tăng tốc độ một chút và Gaga bắt đầu cất giọng: "I'm just a holy fool/ Oh, baby, he's so cruel/ But I'm still in love with Judas, baby."
Sau đoạn thứ hai là đến phần điệp khúc, ca khúc kết hợp lối giang tấu mang chất nhạc house. Gaga hát giống với đoạn nhạc nói tương tự như trong ca khúc "Born This Way" với câu: "I wanna love you/ But something's pulling me away from you/ Jesus is my virtue, Judas is the demon I cling to, I cling to." Giọng của cô được so sánh với Rihanna bởi Matthew Perpetua của tạp chí Rolling Stone. Anh cũng cho biết thêm rằng chất giọng của Gaga không còn tối tăm và ảm đạm như trước, ngược lại rất "ngọt ngào và đáng yêu". Popjustice viết rằng đoạn giang tấu mang phong cách tribal-techno, và cả bài là "một ca khúc nạp đầy electro nhưng không đúng chất". Dan Martin từ NME viết rằng đoạn giang tấu thuộc thể loại dubstep (dance điện tử sử dụng bass rất nặng) với phần điệp khúc đậm chất pop. Judas có một số điểm tương tự và chịu ảnh hưởng bởi "Bad Romance", Gaga cho đó là sự cố ý: "Đôi khi thật quan trọng để đẩy bản thân mình đến những ngã rẽ mới chuyên nghiệp hơn, nhưng nhiều lúc tôi lại muốn sử dụng những điều mình đã làm và chắc chắn rằng chúng đều ở đây, Judas là một trong những bản thu âm điển hình như thế. Tôi muốn ca khúc là một sự tiến triển từ những điều tôi làm trước đó nhưng vẫn với cách thức ấy, đồng thời tôi cũng muốn sở hữu một số thứ từ Judas sẽ làm mọi người liên tưởng đến những gì tôi đã thực hiện trong quá khứ"."
Lady Gaga đăng trực tiếp một phần lời bài hát vào tháng hai trên các trang mạng xã hội. Đến ngày 22 tháng 3 năm 2011, cô tiết lộ thêm lời bài hát của "Judas" trong cuộc phỏng vấn với Google. Gaga cũng khẳng định rằng ca khúc chịu ảnh hưởng bởi nhân vật Judas Iscariot trong kinh thánh. Theo Popjustice, nhìn vẻ bề ngoài thì "Judas" là một bài hát nói về hai mặt trắng đen trong tình yêu ("even after three times he betrays me", thậm chí sau ba lần anh ấy vẫn phản bội tôi), dự tính để trả thù ("bring him down, I'll bring him down down, a king with no crown, a king with no crown", trừng phạt anh ta, tôi sẽ hạ bệ anh ta, một ông vua không có vương miện, một vị vua không có quyền lực), nhưng liên tục buồn rầu một cách thê thảm: "I'm just a holy fool but baby oh baby he's so cruel, but I'm still in love with Judas, baby" (Tôi chỉ là một con chiên ngoan đạo, còn hắn ta lại là một kẻ đầy dã tâm, nhưng tôi vẫn yêu Judas). Trong đoạn middle 8 của ca khúc như sau, "In the most Biblical sense, I am beyond repentance. 'Fame hooker', 'prostitute wench', 'vomits her mind'... But in the cultural sense I just speak in future tense. Judas kiss me if offenced, or wear an ear condom next time" (Chiếu theo điều răn của Kinh Thánh, tôi đã không thể xưng tội được nữa, một con điếm của danh vọng, một ả lăng toàn, tất cả đang rửa trôi tâm trí cô ta. Nhưng xét về nền văn minh xã hội thì tôi đang đứng ở một tương lai không xa. Judas hôn tôi và nếu bị xúc phạm, thì hãy đeo bao vào tai), nói về việc cô ấy không thể chuộc lại lỗi lầm của mình, dưới quan niệm mà một người phụ nữ truyền thống phải có. "Nhưng tôi không muốn tự chuộc lỗi, bởi vì theo như xã hội thực tại, tôi vẫn tin rằng mình chỉ đi trước thời đại. Và nếu bạn không thích nghe nó, đeo một cái bao vào tai," Gaga giải thích. Phần chính của bài hát đề cập đến nỗi niềm sầu muộn của Gaga và đoạn middle 8 nói về hình ảnh của cô khi hiện diện trước công chúng, hai chủ đề này cũng được khám phá trong các ca khúc khác của album.

## Ảnh bìa minh họa và phát hành
Tập 42 trong trang web truyền hình của Lady Gaga mang tên Transmission Gagavision tiết lộ rằng bìa ảnh minh họa kèm theo của đĩa đơn sẽ được Gaga thiết kế bằng phần mềm soạn thảo văn bản Microsoft Word, mô tả nền màu đen với chữ "Judas" được viết bằng chữ in hoa phông Impact. Bên dưới là biểu tượng thánh giá màu đỏ có hình trái tim ở giữa. Gaga đã chụp thiết kế này trên màn hình máy tính bằng điện thoại di động, kết quả hiển thị là chữ cái và hình cây thánh giá đồng thời có sự phản ánh mờ nhạt gương mặt và cả bàn tay của Gaga đang cầm chiếc điện thoại cũng xuất hiện trên bìa đĩa. Tập phim trình chiếu cảnh Gaga đang ngồi trong một cuộc họp với đội ngũ sáng tạo Haus of Gaga, họ đang thảo luận chi tiết cụ thể cho việc phát hành album. "Tôi không muốn có từ 'cao cấp' trên album": cô đặt điều kiện cho nhóm. "Tôi ghét từ đó." Xung quanh Gaga có rất nhiều hình ảnh được MTV suy đoán là một vài thứ liên quan đến "Judas". Trong một bức ảnh có chữ "Judas" in chung với cây thánh giá. Jocelyn Vena từ MTV cảm thấy rằng bìa đĩa có thể xuất hiện dễ dàng trong phiên bản Romeo and Juliet (1996) của đạo diễn Baz Luhrmann.
Trong tập 41 của Transmission Gagavision, Lady Gaga thông báo rằng "Judas" sắp được ra mắt. Hãy để nền văn hóa rửa tội được bắt đầu. Nếu chúng không phải những gì mà bạn đã được dạy, liệu bạn có tin chúng không ?" "Judas" dự kiến sẽ được gửi đến các đài phát thanh radio vào ngày 19 tháng 4 năm 2011 cũng như các nhà bán lẻ kỹ thuật số trong cùng ngày, nhưng sau đó ca khúc bị rò rỉ trên internet, do đó ca khúc được phát hành lùi lại vào ngày 15 tháng 4 năm 2011. Điều này phải được thực hiện để chống rò rỉ. Trước khi phát hành, Gaga đã viết lên trang twitter của mình về đĩa đơn như sau: "#PawsUpForJudas! (PawsUp nghĩa là động tác giơ móng vuốt) Tôi đã được dạy rằng tình yêu là một viên gạch, bạn có thể dùng chúng để xây một căn nhà hoặc để chôn xác người chết." Vào ngày 15 tháng 4 năm 2011, vài giờ trước khi ca khúc được phát trên radio, cô ấy viết thêm trên twitter: "Sau Ba Lần Anh Ta Phản Bội Tôi," cô ấy viết, quay trở lại lời bài hát của ca khúc về tình yêu và sự phản bội. "SỰ THẬT VỀ JUDAS: ANH TA Ở MỌI NƠI, NGAY BÂY GIỜ. ĐỪNG DỪNG LẠI CHỪNG NÀO ANH ẤY LÀ CỦA BẠN" cô thêm vào. Tại Vương quốc Anh, bài hát được phát chính thức trên đài phát thanh The Capital FM Network vào ngày 15 tháng 4 năm 2011 trong chương trình Home Runon. Gaga nói về phiên bản rò rỉ ở tập 43 trong chương trình Transmission Gagavision và so sánh nó với hồn vía lìa khỏi xác, cô nói: "Một cái chết chậm chạp! Hãy đưa tôi ra khỏi sự đau đớn chết tiệt này đi, hãy vứt ngay cái thứ rác rưởi ấy đi. Họ đang đấm túi bụi vào ca khúc. Đầu tiên là vào cánh tay của ca khúc, rồi đến ruột gan...."

## Video âm nhạc
Video âm nhạc cho "Judas" được quay vào ngày 2-3 tháng 4 năm 2011.

## Biểu diễn trực tiếp
Lady Gaga sẽ trình diễn Judas trong cuối mùa giải thứ 10 của chương trình American Idol vào ngày 19 tháng 5.

## Danh sách ca khúc và định dạng
| - Tải kỹ thuật số 1. "Judas" — 4:10 - Đĩa đơn CD 1. "Judas" – 4:10 2. "Born This Way" (Twin Shadow phối lại) – 4:19 - Judas – Tuyển tập phiên bản phối lại 1. "Judas" (Goldfrapp phối lại) – 4:42 2. "Judas" (Hurts phối lại) – 3:57 3. "Judas" (Mirrors Une Autre Monde phối lại – Nuit) – 6:14 4. "Judas" (Guena LG Club phối lại) – 7:41 5. "Judas" (John Dahlback phối lại) – 6:01 6. "Judas" (Chris Lake phối lại) – 5:09 7. "Judas" (R3HAB phối lại) – 4:56 | - Đĩa đơn được thêm vào 1. "Judas" (Thomas Gold phối lại) – 5:32 - Judas – Tuyển tập phiên bản phối lại phần 1 1. "Judas" (Goldfrapp phối lại) – 4:42 2. "Judas" (Hurts phối lại) – 3:56 3. "Judas" (Mirrors Une Autre Monde – Nuit) – 6:14 4. "Judas" (Guéna LG Club phối lại) – 7:40 - Judas – Tuyển tập phiên bản phối lại phần 2 1. "Judas" (Röyksopp's European Imbecile phối) – 3:15 2. "Judas" (John Dahlback phối lại) – 6:00 3. "Judas" (Chris Lake phối lại) – 5:09 4. "Judas" (R3HAB phối lại) – 4:56 5. "Judas" (Mirrors Une Autre Monde phối – Jour) – 4:17 |

## Đội ngũ sản xuất
- Lady Gaga – nhạc sĩ, nhà sản xuất và giọng hát
- RedOne – nhạc sĩ, nhà sản xuất, chỉnh sửa giọng hát, sắp xếp giọng hát, sao lưu giọng hát, thu âm, kỹ thuật, thiết bị đo đạc và lập trình
- Trevor muzzy – chỉnh sửa thanh nhạc, ghi âm, kỹ thuật, thiết bị đo đạc, lập trình và âm thanh pha trộn tại Henson Studios, Los Angeles
- Dave Russell – bổ sung ghi âm
- Gene Grimaldi – người quản lý tại Burbank, California

Những công đoạn sản xuất trên được lấy từ phần ghi chú nhỏ ở album Born This Way.

## Bảng xếp hạng
| Bảng xếp hạng (2011)             | Vị trí cao nhất |
| -------------------------------- | --------------- |
| Australian Singles Chart         | 6               |
| Austrian Singles Chart           | 6               |
| Belgian Singles Chart (Flanders) | 6               |
| Belgian Singles Chart (Wallonia) | 4               |
| Brazilian Hot 100 Airplay        | 2               |
| Brazil Billboard Pop Songs       | 2               |
| Canadian Hot 100                 | 8               |
| Croatian Airplay Radio Chart     | 2               |
| Czech Airplay Chart              | 10              |
| Danish Singles Chart             | 10              |
| Dutch Top 40                     | 24              |
| Finnish Singles Chart            | 3               |
| French Singles Chart             | 7               |
| German Singles Chart             | 23              |
| Hungarian Singles Chart          | 3               |
| Irish Singles Chart              | 4               |
| Israeli Airplay Chart            | 6               |
| Italian Singles Chart            | 3               |
| Japan Hot 100                    | 3               |
| New Zealand Singles Chart        | 12              |
| Norwegian Singles Chart          | 3               |
| Russian Download Chart           | 9               |
| Scottish Singles Chart           | 5               |
| Slovak Airplay Chart             | 4               |
| Gaon Chart                       | 1               |
| Spanish Singles Chart            | 6               |
| Swedish Singles Chart            | 7               |
| Swiss Singles Chart              | 8               |
| UK Singles Chart                 | 8               |
| Billboard Hot 100                | 10              |
| Adult Pop Songs                  | 40              |
| Hot Dance Club Songs             | 1               |
| Latin Pop Songs                  | 22              |
| Pop Songs                        | 15              |

| Bảng xếp hạng (2011)             | Vị trí |
| -------------------------------- | ------ |
| Belgian Singles Chart (Flanders) | 77     |
| Belgian Singles Chart (Wallonia) | 25     |
| Canadian Hot 100                 | 73     |
| Croatian Airplay Radio Chart     | 38     |
| French Singles Chart             | 48     |
| Hungarian Airplay Chart          | 57     |
| Japan Hot 100                    | 14     |
| Spanish Singles Chart            | 28     |
| Swedish Singles Chart            | 92     |
| UK Singles Chart                 | 74     |
| Hot Dance Club Songs             | 41     |

## Chứng nhận và doanh số
| Quốc gia                                                                                             | Chứng nhận  | Số đơn vị/doanh số chứng nhận |
| --- | ----------- | ----------------------------- |
| Úc (ARIA)                                                                                            | 2× Bạch kim | 140.000‡                      |
| Áo (IFPI Áo)                                                                                         | Vàng        | 15.000*                       |
| Brasil (Pro-Música Brasil)                                                                           | Kim cương   | 250.000‡                      |
| Đan Mạch (IFPI Đan Mạch)                                                                             | Vàng        | 45.000‡                       |
| Ý (FIMI)                                                                                             | Vàng        | 15.000*                       |
| Nhật Bản (RIAJ) Nhạc chuông toàn bài                                                                 | Vàng        | 100.000*                      |
| Nhật Bản (RIAJ) Tải về PC                                                                            | Vàng        | 100.000*                      |
| New Zealand (RMNZ)                                                                                   | Vàng        | 7.500*                        |
| Hàn Quốc                                                                                             | —           | 367,533                       |
| Tây Ban Nha (PROMUSICAE)                                                                             | Vàng        | 20.000*                       |
| Tây Ban Nha (PROMUSICAE) Từ 2015                                                                     | Vàng        | 30.000‡                       |
| Thụy Điển (GLF)                                                                                      | Bạch kim    | 20.000‡                       |
| Anh Quốc (BPI)                                                                                       | Bạch kim    | 600.000‡                      |
| Hoa Kỳ (RIAA)                                                                                        | 2× Bạch kim | 1,000,000                     |
| * Chứng nhận dựa theo doanh số tiêu thụ. ‡ Chứng nhận dựa theo doanh số tiêu thụ và phát trực tuyến. |             |                               |

## Lịch sử phát hành
| Quốc gia  | Ngày                | Định dạng                    |
| --------- | ------------------- | ---------------------------- |
| Thế giới  | 15 tháng 4 năm 2011 | Tải kỹ thuật số              |
| Hàn Quốc  | 18 tháng 4, 2011    | Tải kỹ thuật số              |
| Hoa Kỳ    | 26 tháng 4, 2011    | Mainstream radio             |
| Đức       | 13 tháng 5, 2011    | Đĩa đơn CD                   |
| Ba Lan    | 13 tháng 5, 2011    | Đĩa đơn CD                   |
| Anh Quốc  | 16 tháng 5, 2011    | Đĩa đơn CD                   |
| Hoa Kỳ    | 16 tháng 5, 2011    | Tải kỹ thuật số – Phối lại   |
| Australia | 16 tháng 5, 2011    | Tải kỹ thuật số – Phối lại   |
| Anh Quốc  | 16 tháng 5, 2011    | Tải kỹ thuật số – Phối lại   |
| Ý         | 17 tháng 5, 2011    | Đĩa đơn CD                   |
| Đài Loan  | 20 tháng 5, 2011    | Đĩa đơn CD                   |
| Hoa Kỳ    | 24 tháng 5, 2011    | Đĩa đơn CD                   |
| Đức       | 1 tháng 7, 2011     | Đĩa đơn CD – Phối lại phần 2 |

## Chú ý
1. ↑  Bài hát này hoàn toàn miễn phí chỉ dành cho người sử dụng iTunes Store của Mỹ nếu họ đã mua phiên bản của "Born This Way" trước ngày 29 tháng 5 năm 2011 và thông qua một mã số gửi trước ngày 2 tháng 6. Từ đó nó được chuyển ra từ iTunes Store.